# Jan Růžička
Jan Růžička (ur. 26 sierpnia 1984 w Czechosłowacji) – czeski piłkarz, długoletni obrońca Bohemians 1905.

## Kariera klubowa
W 2006-2009 był zawodnikiem Bohemians 1905, w którym przez 3. sezony rozegrał zaledwie 3 spotkania, strzelając jedną bramkę. W 2009 trafił na wypożyczenie do Zenitu Čáslav, w którym grał do 2011 r., rozgrywając 38 spotkania. W 2011 r. powrócił do Bohemians, grając jeden sezon w Gambrinus lidze.